# S.O.S.A. (Save Our Streets AZ)
S.O.S.A. (Save Our Streets AZ) è una raccolta del rapper statunitense AZ, pubblicato indipendentemente nel 2000. Terzo sforzo di AZ, prodotto in un periodo in cui non ha una etichetta, l'album gli consente di ottenere un accordo con la label Motown Records. Da S.O.S.A saranno selezionate quattro tracce per l'album 9 Lives.
S.O.S.A. è un album di alta qualità, l'ennesimo tentativo di risollevarsi da parte del rapper che, nonostante la notevole abilità lirica, ha faticato a trovare un posto nell'hip hop a causa della scarsa promozione da parte delle sue case discografiche e dalla produzione spesso scadente dei suoi album.
| Recensione                | Giudizio |
| ------------------------- | -------- |
| AllMusic                  | [ 1 ]    |
| Rolling Stone Album Guide | [ 4 ]    |

## Tracce
1. Intro
2. I Don't Give a Fuck Now
3. Problems
4. Bodies Gotta Get Caught
5. Let Us Toast
6. Platinum Bars
7. Love Me in Your Special Way
8. That's Real (feat. Beanie Sigel)
9. Animal Skit (You Ain't from Brooklyn)
10. It B's Like That (feat. Animal)